# Niki Rüttimann
Niki Rüttimann (ur. 18 sierpnia 1962 w Untereggen) – szwajcarski kolarz szosowy, srebrny medalista mistrzostw świata.

## Kariera
Największy sukces w karierze Niki Rüttimann osiągnął w 1983 roku, kiedy zdobył srebrny medal w wyścigu ze startu wspólnego amatorów podczas mistrzostw świata w Altenrhein. W zawodach tych wyprzedził go jedynie Uwe Raab z NRD, a trzecie miejsce zajął Polak Andrzej Serediuk. Bł to jednak jedyny medal wywalczony przez Rüttimanna na międzynarodowej imprezie tej rangi. Ponadto w 1980 roku wygrał Grand Prix Rüebliland, Grand Prix Guillaume Tell w 1982 roku, Clásica de San Sebastián w 1984 roku, Paryż-Bourges w 1985 roku oraz Étoile de Bessèges i Route du Sud w 1986 roku. Kilkakrotnie startował w Tour de France, najlepszy wynik osiągając w 1986 roku, kiedy zajął siódme miejsce w klasyfikacji generalnej i wygrał jeden z etapów. W tym samym roku zajął także dziewiąte miejsce w klasyfikacji generalnej Giro d'Italia. Nigdy nie wziął udziału w igrzyskach olimpijskich. W 1990 roku zakończył karierę.